# Schlank-Segge
Die Schlank-Segge (Carex acuta), auch als Spitzsegge bezeichnet, ist eine Pflanzenart aus der Gattung der Seggen (Carex) innerhalb der Familie der Sauergrasgewächse (Cyperaceae). Sie ist eine der häufigsten Großseggen und bildet auf nassen, nicht zu nährstoffarmen Wiesen oft monotone Einartbestände (Großseggenriede).

## Beschreibung

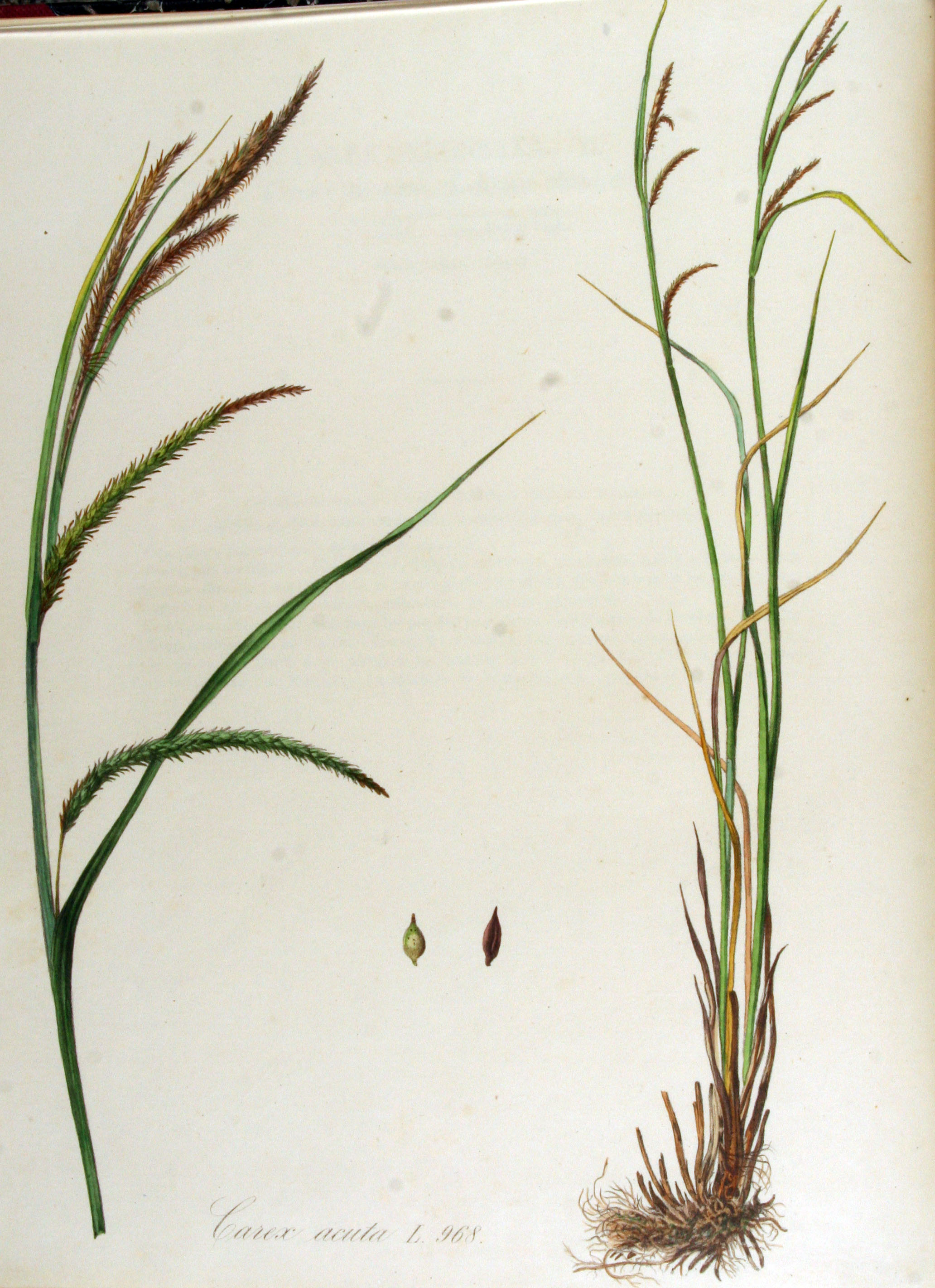
Illustration aus Flora Batava, Volume 13

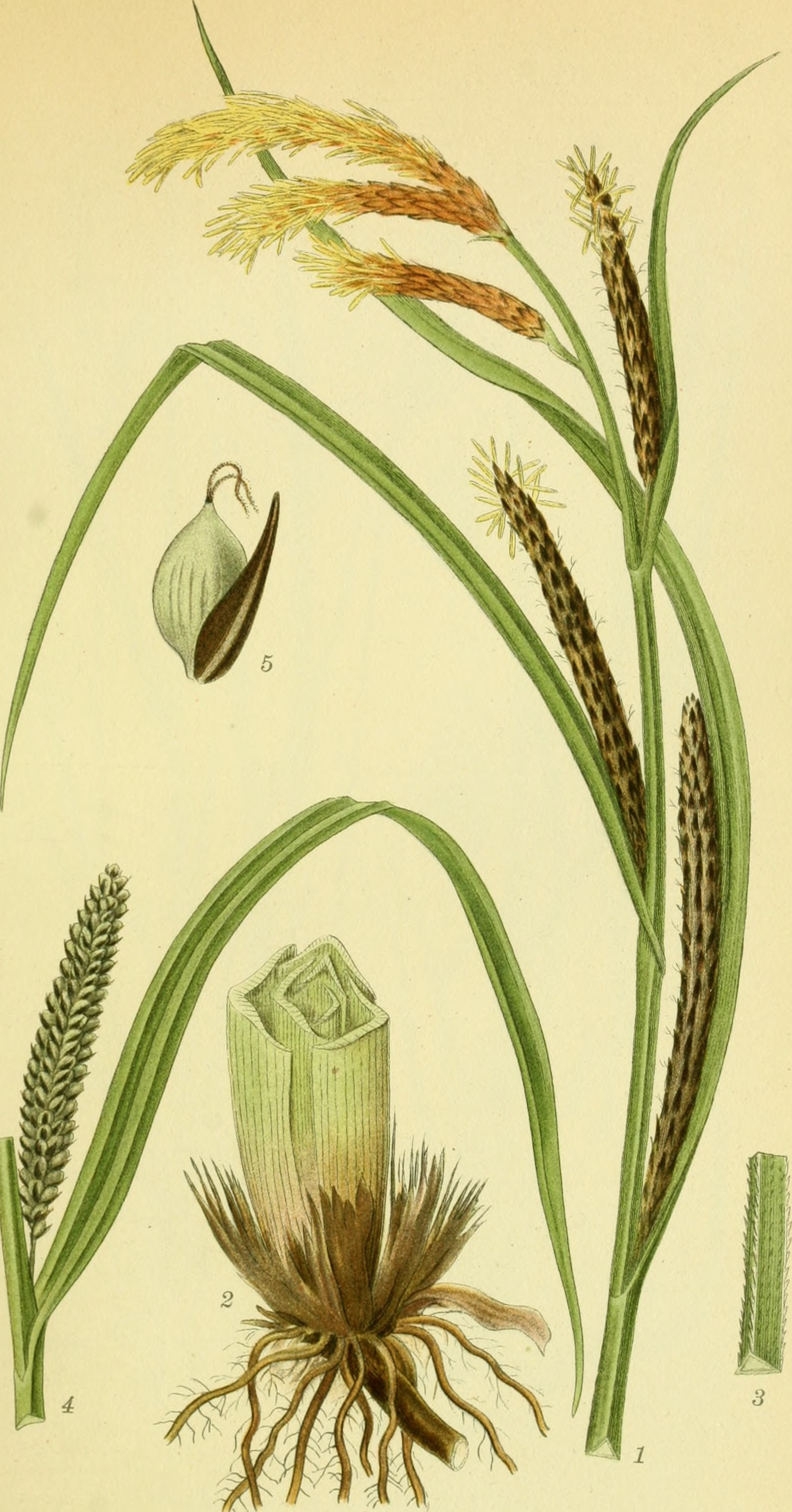
Illustration aus Billeder af nordens flora, 1917

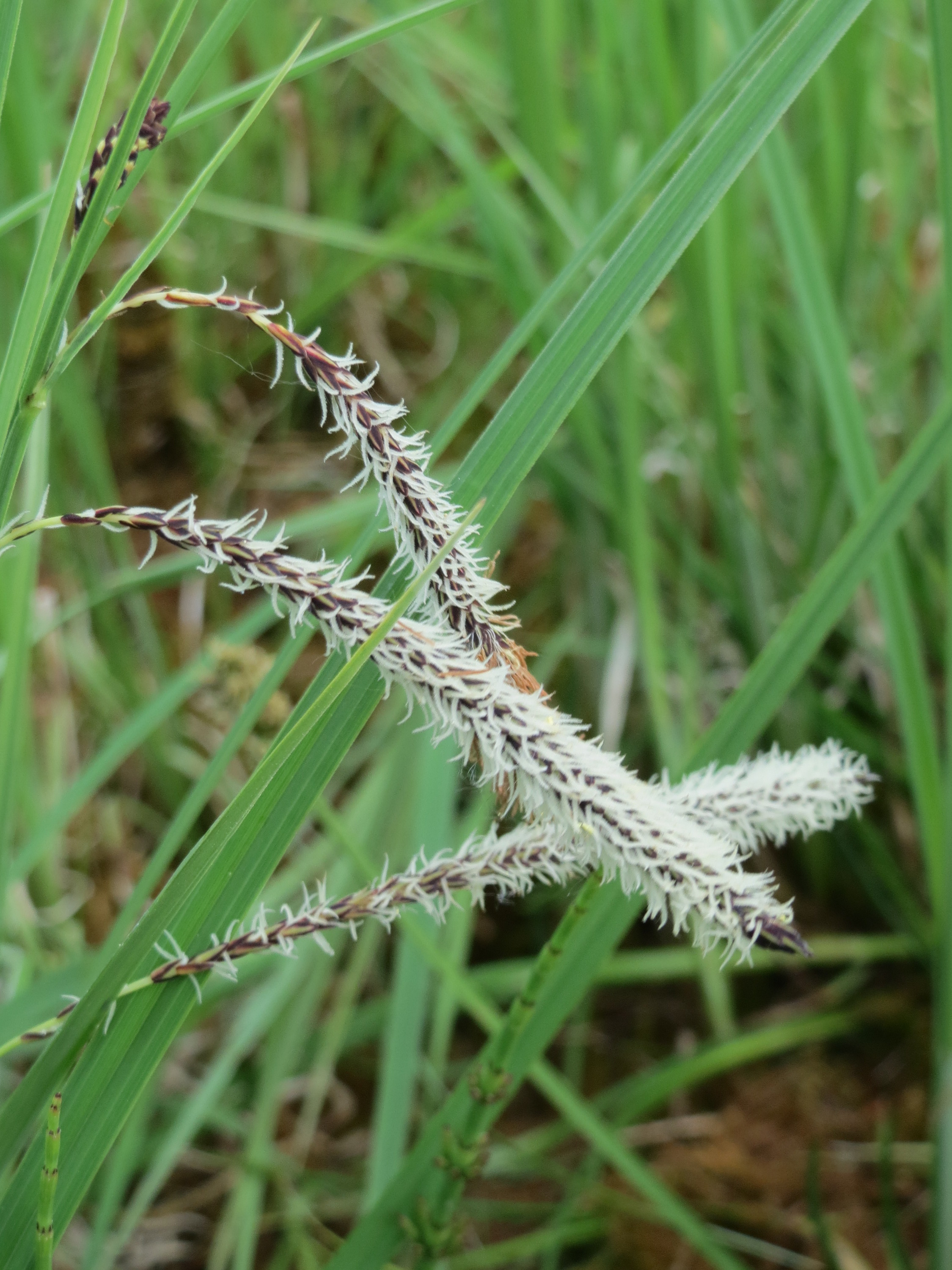
Blütenstände

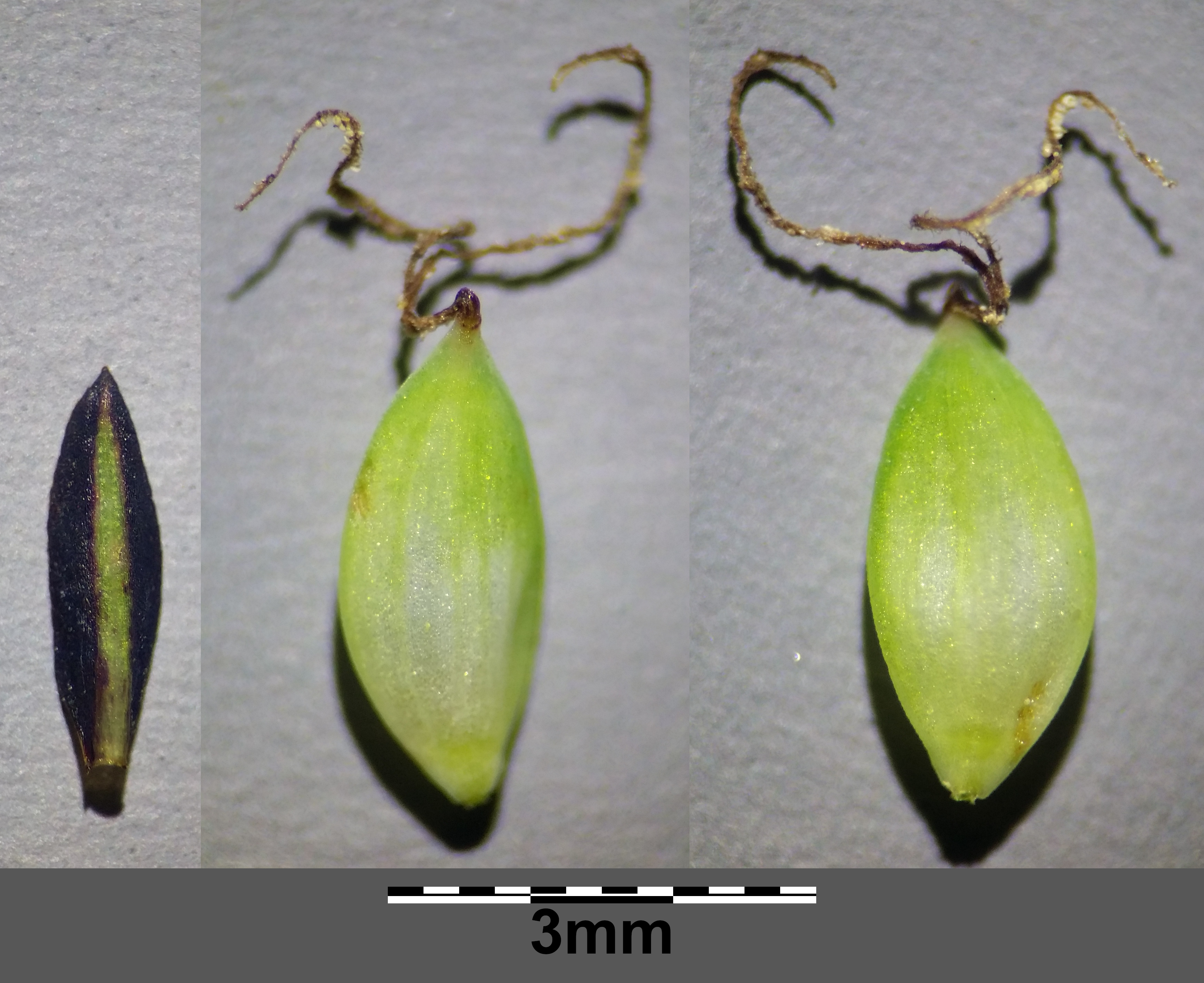
Spelze und Fruchtschläuche

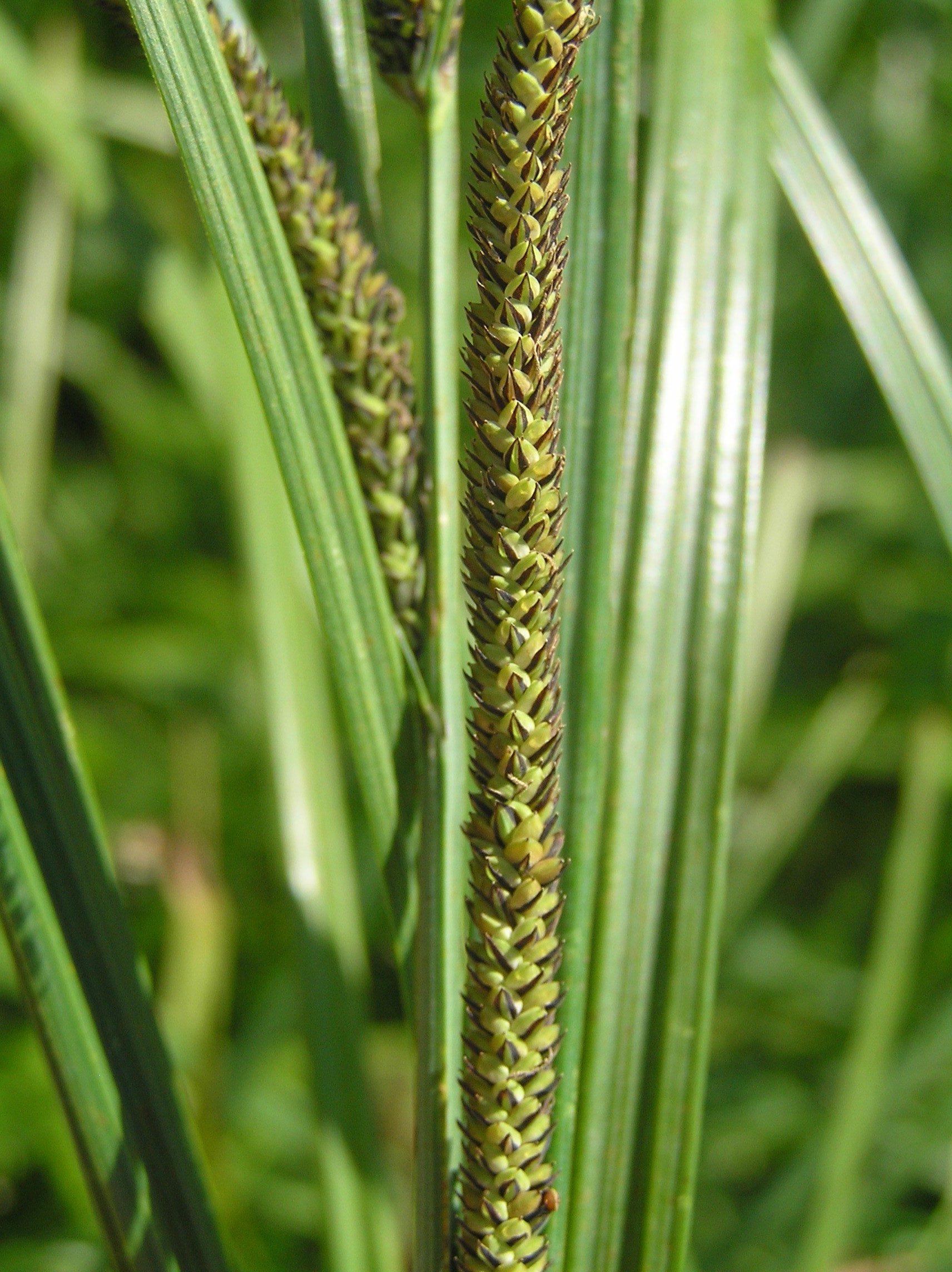
Fruchtstände

### Vegetative Merkmale
Die Schlank-Segge ist eine ausdauernde krautige Pflanze, die Wuchshöhen von 30 bis 150 Zentimetern erreicht. Sie bildet lockerrasige Bestände mit vielen langen unterirdischen Ausläufern (Rhizome). Die Glieder der Ausläufer sind mit sehr langen, dunklen Niederblättern besetzt. Ihre Glieder und Internodien sind nur selten bewurzelt. Die Hauptwurzelmasse aus vielen drahtigen, dicken und dünnen, stark verfilzten Wurzeln liegt am dreikantigen Sprossachse. Der Durchmesser der dicksten Wurzeln liegt bei lebenden Pflanzen zwischen 1,5 und 2 Millimeter. Der Stängelgrund ist rundlich-knollig, hell- oder dunkelbraun mit hellen Nervenlinien. Die Blütenstängel stehen steif aufrecht. Sie sind oben dreikantig und sehr rau.
Die Blattscheiden sind scharf dreikantig und sehr hoch gehend. Die vordere Scheidenwand ist weißhäutig und lappig zerfasernd, der obere Rand ist schief und bräunlich. Das stumpfwinkelige Blatthäutchen ist ebenfalls bräunlich gefärbt. Die scharf gezähnelten Seitenränder der allmählich zugespitzten und schlaff überhängenden Blattspreiten sind zurückgeschlagen (Knickrandblatt). Sie sind grün oder grau-grün, oberseits sehr rau und verfügen nicht über eine Dreikantspitze. Die Blattspreiten sind 3 bis meist 5 bis 10 Millimeter breit und bis 180 Zentimeter lang.

### Generative Merkmale
Die Blütezeit erstreckt sich von April bis Juni. Das unterste Hüllblatt ist laubblattartig und länger als der bis über 20 Zentimeter lange Blütenstand. Der Blütenstand ist etwas überhängend und besteht aus zwei bis vier rötlich-braunen, schlanken männlichen Ähren. Darunter befinden sich zwei bis vier, zuweilen bis zu acht schwärzlich-grüne, gestielte weibliche Ähren; sie sind 3 bis 15 Zentimeter lang. Die Spelzen sind rot- bis schwarzbraun und grün gekielt. Die 2 bis 3 Millimeter langen und 1,5 bis 2 Millimeter breiten Fruchtschläuche sind gelb-grün bis braun und beiderseits gewölbt mit kurzem nicht gespaltenem Schnabel. Der Fruchtknoten ist zweinarbig.
Die Frucht ist braun.
Die Chromosomenzahl beträgt 2n = 74 oder 84.

## Vorkommen
Die Schlank-Segge ist in fast ganz Europa, Nordafrika, West- und Nordasien bis zur Mongolei und dem westlichen Iran verbreitet. Auch auf den Azoren kommt sie vor. In Europa kommt sie in fast allen Ländern vor und fehlt nur in Island und Nordmazedonien.
Sie steigt in den Alpen selten über 1000 Meter auf. In den Allgäuer Alpen erreicht sie am Kalbelesee am Hochtannbergpass in Vorarlberg die Höhenlage von 1660 Metern.
Sie wächst an Gewässerufern, in Gräben und nassen Wiesen und Flutmulden. Sie gedeiht am besten auf sicker- oder wechselnassen, nährstoff- und basenreichen, mäßig sauren, mehr oder weniger anmoorigen Sand-, Lehm- und Tonböden. Die Schlank-Segge ist die Kennart des Schlankseggenriedes (Caricetum gracilis Tx. 1937) und wächst meist in Kontakt oder Durchdringung mit Feuchtwiesengesellschaften (Calthion) oder Gesellschaften der Hartholzauen (Alno-Ulmion).
Die ökologischen Zeigerwerte nach Landolt et al. 2010 sind in der Schweiz: Feuchtezahl F = 4+w+ (nass aber stark wechselnd), Lichtzahl L = 3 (halbschattig), Reaktionszahl R = 3 (schwach sauer bis neutral), Temperaturzahl T = 4 (kollin), Nährstoffzahl N = 4 (nährstoffreich), Kontinentalitätszahl K = 3 (subozeanisch bis subkontinental).

## Systematik
Die Erstveröffentlichung von Carex acuta erfolgte 1753 durch Carl von Linné in Species Plantarum, Band II, S. 978.
Nach POWO hat Carex acuta etwa 120 Synonyme. Synonyme für Carex acuta L. sind: Carex gracilis Curtis, Carex ambigua Moench, Carex moenchiana Wender. nom. superfl., Carex recurva Willd. ex Kunth nom. illeg., Carex riparia Moench ex Steud. nom. inval., Carex virens Thuill. nom. illeg., Carex virginiana Wood, Carex pratensis Hosé, Carex strictifolia Rchb., Carex touranginiana Boreau, Carex rudis Wimm., Carex tricostata Fr., Carex corynophora Peterm., Carex virginica Steud., Carex wimmeri Steud., Carex schummelii Siegert, Carex pulchella F.Nyl. ex Trevir., Carex cunninghamii Boott, Carex fuscovaginata Kük., Carex lilibaea Lojac., Carex graciliformis V.I.Krecz., Carex podperae Otruba, Carex sareptana V.I.Krecz., Carex dichroandra V.I.Krecz., Carex acuta var. major Gray, Carex acuta var. monstrosa Gray, Carex acuta var. sparsiflora Dewey, Carex acuta subsp. colorata F.Nyl., Carex acuta var. chlorostachya Rchb., Carex acuta var. dioica Peterm., Carex acuta var. colorata (F.Nyl.) Nyl. & Saelán, Carex acuta var. intermedia Celak., Carex acuta var. integrirostris Regel, Carex acuta var. amblylepis (Peterm.) Nyman, Carex acuta var. moenchiana Nyman, Carex acuta var. tricostata (Fr.) Crép., Carex acuta var. graciliflora (Legrand) Rouy, Carex acuta var. stenophylla Rouy, Carex acuta var. touranginiana (Boreau) Rouy, Carex vulgaris var. tricostata (Fr.) Boott, Carex vulgaris subsp. tricostata (Fr.) K.Richt., Carex rufa subsp. moenchiana (Nyman) K.Richt., Carex rufa subsp. rudis (Wimm.) K.Richt., Carex rufa subsp. wimmeri (Steud.) K.Richt., Carex rufa var. seminuda Beck.
Die Schlank-Segge (Carex acuta) bildet mit der Braun-Segge (Carex nigra) eine Hybride, die Schlanke Bastard-Segge (Carex ×elytroides E.M.Fries). Weitere Hybridisierungen mit der Sumpf-Segge (Carex acutiformis) und der Blasen-Segge (Carex vesicaria) werden in der Literatur beschrieben.

## Trivialnamen
Für die Schlank-Segge bestehen bzw. bestanden, zum Teil auch nur regional, auch die weiteren deutschsprachigen Trivialnamen: Berstengras (Schlesien), Bis Gras (Siebenbürgen), Eisenpäter (Schlesien), Eisenpäther (Schlesien), Eisenpater (Schlesien), Leuchel (Schlesien), Mincksch (Schlesien), Nätsch (Schlesien), Niecksch (Schlesien), Ochsenbeutel, Plaggras, Platzgras (Schlesien), Sauergras (Schweiz), Schelmengras, Schleckgras (Schweiz), Schnöte (Schlesien), Segge (Oldenburg, Ostfriesland, Altmark), Spaltgras (Schweiz), Statsch, Sterbegras (Schlesien) und Uferschnöte.